# Шуберт, Вильгельм Антонович
Вильгельм Антонович Шуберт (1836—1908) — российский гобоист и композитор немецкого происхождения.
Родился в Северной Чехии. Окончил Пражскую консерваторию, ученик, в частности, Бедржиха Китля.
С 1858 г. жил и работал в Санкт-Петербурге: солист оркестра Императорской оперы, с 1868 г. — профессор гобоя в Санкт-Петербургской консерватории. Автор различной лёгкой музыки для своего инструмента. Н. Ф. Соловьёв сообщал в Энциклопедии Брокгауза и Ефрона, что «очень популярны его попурри», а «юмористическая мозаика „Жжёнка“ обошла все летние оркестры России и Европы».
Был удостоен Ордена Святой Анны 3-й степени (1890).